# Área metropolitana de Carson City
El Área Estadística Metropolitana de Carson City, NV MSA, como la denomina la Oficina del Censo de los Estados Unidos, es un Área Estadística Metropolitana que comprende únicamente la ciudad independiente de Carson City, capital del estado de Nevada, Estados Unidos. Su población según el censo de 2010 es de 55.274 habitantes, convirtiéndola en la 366.º área metropolitana más poblada de los Estados Unidos y la menos poblada.